# Omninablautus nigronotum
Omninablautus nigronotum là một loài ruồi trong họ Asilidae. Omninablautus nigronotum được Wilcox miêu tả năm 1935. Loài này phân bố ở vùng Tân Bắc giới.